# Schnabelwale

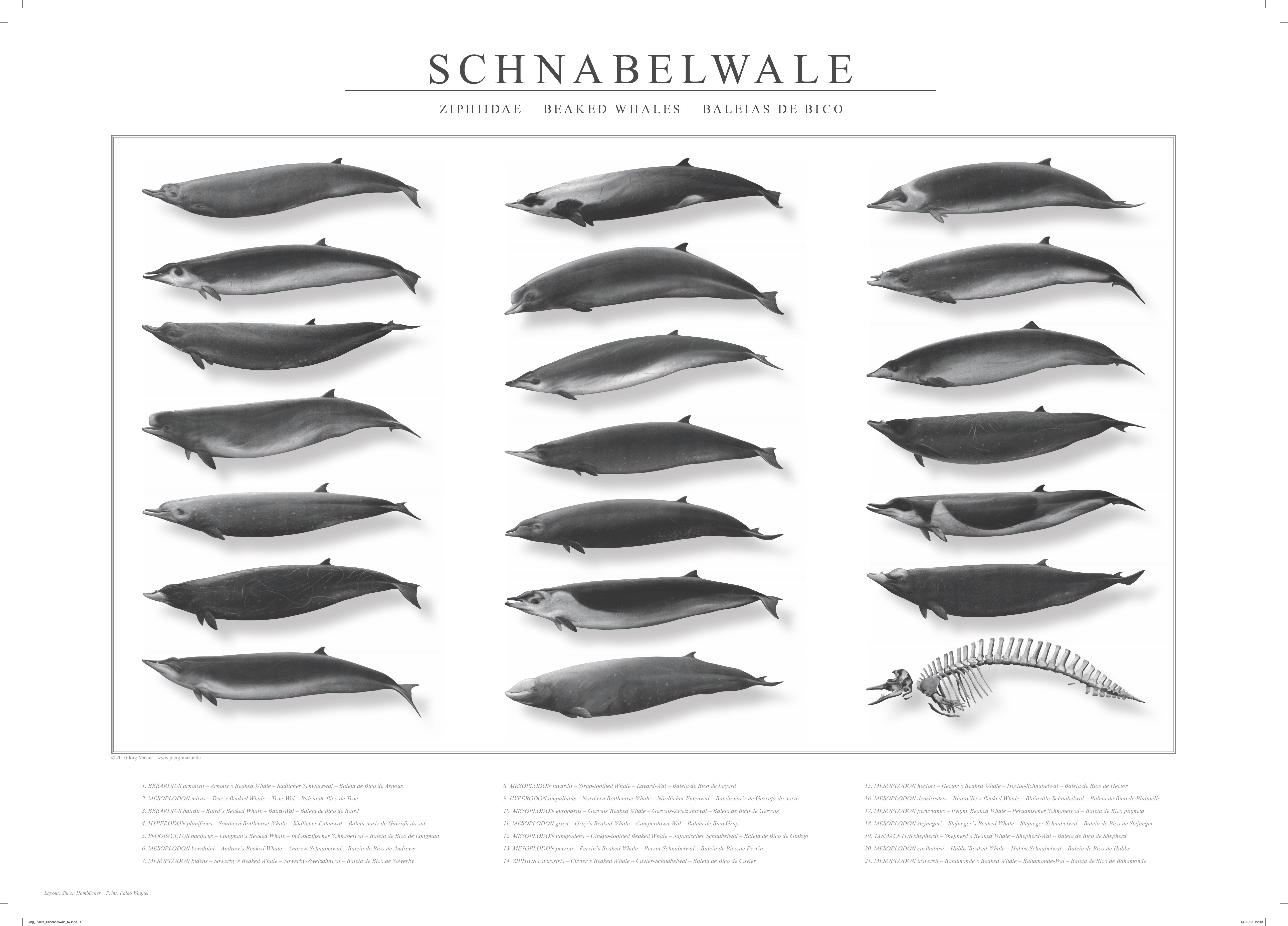
Illustration aller 2010 bekannten Schnabelwal-Arten

Die Schnabelwale (Ziphiidae; veraltend auch Spitzschnauzendelphine) sind eine Familie der Zahnwale. Obwohl sie 24 Arten umfassen und damit nach den Delfinen die artenreichste Walfamilie sind, ist sehr wenig über sie bekannt. Das hängt damit zusammen, dass sie ausgesprochen selten in Küstennähe anzutreffen sind. Viele der Arten wurden erst in jüngerer Vergangenheit beschrieben.

## Anatomie
Benannt sind Schnabelwale nach ihrer langgezogenen Schnauze, die sie von anderen größeren Walen unterscheidet. Bei manchen Arten geht der Kopf wie bei einem Delfin geradlinig in diese Schnauze über, bei anderen aber ist die Schnauze markant vom Kopf abgesetzt wie ein Vogelschnabel. Die Körpergröße der Schnabelwale beträgt 4 bis 13 m.
Für gewöhnlich haben Schnabelwale im Unterkiefer zwei oder vier Zähne, während der Oberkiefer ganz zahnlos ist. Nur der Shepherd-Wal hat im Oberkiefer funktionstüchtige, kleine Zähne. Bei vielen Arten tragen dagegen nur die Männchen ein Paar hauerartig vorstehender Zähne. Diese werden als Waffen in Kämpfen untereinander eingesetzt, was die Narben auf ihren Körpern beweisen. Bei der Gattung der Zweizahnwale können diese Hauer bizarre Formen annehmen, etwa beim Layard-Wal (Mesoplodon layardii), dessen Zähne über dem Schnabel nach innen gebogen sind und seine Öffnung einschränken.

## Lebensweise
Schnabelwale sind Hochseebewohner, die in allen Ozeanen verbreitet sind. Sie ernähren sich überwiegend von Kalmaren (Teutophagie), die sie in der Tiefsee erbeuten, indem sie mit ihrem stark ausgeprägten Zungenbein einen Unterdruck erzeugen, mit dem die Kalmare regelrecht eingesaugt werden. Auf der Jagd nach Tintenfischen unternehmen sie Tauchzüge von bemerkenswerter Dauer und Tiefe. Dabei sind für den Cuvier-Schnabelwal vor der Küste Kaliforniens Tauchtiefen von 2992 m und Tauchzeiten von 137,5 min belegt. Blainville-Schnabelwale können ebenfalls bis 1200 m tief tauchen. Ermöglicht werden diese Tauchgänge durch einen besonders hohen Gehalt des Sauerstoff transportierenden Proteins Myoglobin in den Muskelzellen.
Über das Verhalten vieler Arten ist wenig bekannt, weil die Tiere selten auf See gesichtet werden. Zumeist werden kleine Gruppen beobachtet. Die wesentlichen Informationsquellen sind jedoch tote Körper gestrandeter Wale. Am besten sind die Entenwale sowie die Schwarzwale erforscht, was mit der Verfolgung dieser Arten durch Walfänger zusammenhängt.

## Einfluss des Menschen
Abgesehen von diesen Gattungen, ist der direkte Einfluss des Menschen auf die Population der Schnabelwale unbedeutend. Eine zunehmende Bedrohung stellt jedoch die Verbreitung giftiger Chemikalien im Meer dar sowie die Vermüllung mit Plastikabfällen.
Eine im Jahr 2009 veröffentlichte Studie stützt die These, dass Schnabelwale stärker durch den Einsatz von Sonargeräten gefährdet sind als andere Meeressäuger. Aufgeschreckt durch das Sonar tauchen die Wale zu schnell auf. Folge davon ist die Dekompressionskrankheit, die zum Tod führen kann.

## Evolution
Unter den Zahnwalen scheinen Schnabelwale keine nahen Verwandten zu haben. Fossil sind sie seit dem Miozän belegt und sind damit eine sehr alte Familie der Zahnwale.

## Klassifikation
- Gattung Zweizahnwale (Mesoplodon)
  - Peruanischer Schnabelwal (M. peruvianus)
  - Hector-Schnabelwal (M. hectori)
  - True-Wal (M. mirus)
  - Gervais-Zweizahnwal (M. europaeus)
  - Japanischer Schnabelwal (M. ginkgodens)
  - Camperdown-Wal (M. grayi)
  - Hubbs-Schnabelwal (M. carlhubbsi)
  - Andrew-Schnabelwal (M. bowdoini)
  - Stejneger-Schnabelwal (M. stejnegeri)
  - Sowerby-Zweizahnwal (M. bidens)
  - Bahamonde-Schnabelwal (M. traversii)
  - Perrin-Schnabelwal (M. perrini)
  - Layard-Wal (M. layardii)
  - Blainville-Schnabelwal (M. densirostris)
  - Deraniyagala-Zweizahnwal (M. hotaula)[9]
  - Ramari-Zweizahnwal (Mesoplodon eueu)[10]
- Gattung Entenwale (Hyperoodon)
  - Nördlicher Entenwal (H. ampullatus)
  - Südlicher Entenwal (H. planifrons)
- Gattung Ziphius
  - Cuvier-Schnabelwal (Ziphius cavirostris)
- Gattung Schwarzwale (Berardius)
  - Südlicher Schwarzwal (Berardius arnuxii)
  - Baird-Wal (Berardius bairdii)
  - Kleiner Schnabelwal (Berardius minimus) i[11]
- Gattung Tasmacetus
  - Shepherd-Wal (Tasmacetus shepherdi)
- Gattung Indopacetus
  - Longman-Schnabelwal (Indopacetus pacificus)

Noch immer werden laufend neue Arten beschrieben. Der Perrin-Schnabelwal wurde erst 2002 beschrieben. Der Longman-Schnabelwal, der manchmal auch unter dem mehrdeutigen Namen „Pazifischer Schnabelwal“ geführt wird, war lange nur von zwei in Australien bzw. Ostafrika angespülten Schädeln bekannt; im Jahr 2002 wurde ein bisher unbekannter Wal an die japanische Küste gespült, in dem man diese lange Zeit rätselhafte Spezies wiederzuerkennen glaubte. Obwohl es von manchen Autoritäten noch angezweifelt wird, glauben die meisten Zoologen, dass es sich hierbei um das erste je gefundene vollständige Exemplar des Longman-Schnabelwals handelt.

## Film
Auf der leisen Spur der Schnabelwale, TV-Dokumentation, 2010, 44 Min., Produktion: Bayerischer Rundfunk. Dokumentation über eine Forschungsexpedition im Atlantik: ein Team aus Meeresbiologen versucht, die scheuen Schnabelwale mit akustischen Methoden aufzuspüren und ihr Verhalten zu erforschen.